# マグダレナヨコクビガメ
マグダレナヨコクビガメ（Podocnemis lewyana）は、爬虫綱カメ目ナンベイヨコクビガメ科ナンベイヨコクビガメ属に分類されるカメ。

## 分布
コロンビア北部のカウカ川・マグダレナ川水系。ベネズエラ（マラカイボ湖南部周辺）に移入。
和名や英名は主にマグダレナ川水系に分布することに由来する。ナンベイヨコクビガメ属では本種のみアンデス山脈よりも北方に分布する。

## 形態
最大曲甲長（背甲のカーブに沿った長さ）60センチメートル。近年では最大でも甲長46センチメートルで、甲長50センチメートル以上の大型個体は古い標本に限られる。オスよりもメスの方が大型になり、オスは最大甲長35センチメートル。背甲は扁平で、上から見ると中央部よりもやや後方で最も幅が広い楕円形。背甲の色彩は暗灰色や濃オリーブ色・ピンクがかった褐色で、一部に暗色斑が入る個体もいる。腹甲の色彩は灰色や淡黄色・薄黄緑色・淡オリーブ色で、暗褐色の斑点が入る個体もいる。
頭部はやや小型で、上顎中央部は凹まない。頭部背面の眼の間には明瞭な溝が入る。眼窩と鼓膜の大きさは同程度。鼓膜周辺は淡い黄色。顎を覆う角質部（嘴）は濃黄色や灰白色で、喉は淡黄色や薄黄褐色。四肢や尾の色彩は灰色やオリーブ色。
オスの頭部の色彩は灰褐色、メスの頭部の色彩は赤褐色。
卵は円形に近い楕円形で長径4センチメートル、短径3.4センチメートルだが、長径と短径がほぼ等しくなることもある。幼体は背甲が上から見ると円形で、椎甲板に不明瞭な筋状の盛り上がり（キール）があり、縁甲板の後縁が尖る。成長に伴いキールや縁甲板の鋸歯は消失する。頭部の色彩は灰色やオリーブ色で、側頭部に淡黄色の「へ」の字状や三日月状の斑紋（前方で分枝して「Y」字状になる個体もいる）が入る。

## 分類
種小名lewyanaは本種の模式標本となった個体を提供したLewyという人物への献名。
2006年および2007年に発表されたマグダレナ川支流域を含む4河川のミトコンドリアDNAシトクロムbの分子解析、2008年に発表されたマグダレナ川2か所の酵素電気泳動法による解析でも、個体群間で大きな変異はなかったとする解析結果が得られている。

## 生態
大型河川やその支流・河川の周辺にある止水域・浸水林・氾濫原およびその中にある池沼や湿原などに生息する。乾季は河川や河川と繋がった止水域に生息するが、雨季になると氾濫原へ分散することもある。日光浴を好み、乾季や雨季・雌雄・幼体を問わず岸辺や倒木の上などで単独・集団で日光浴を行う。
繁殖期のメスの胃の内容物調査では、内容物の体積のうち99 %を植物質（動物質は昆虫や巻貝の一部のみ）が占めていたという報告例がある。
繁殖様式は卵生。12月から翌5月（乾季）の夜間から薄明時に、主に河川から15メートル以内にある開けた砂浜や礫浜で産卵する。一方で河岸から39メートル離れた土手や、河川周辺にある牧草地で産卵した例もある。1回に10 - 31個の卵を産む。性染色体を持たず、発生時の温度により雌雄が決定（温度依存性決定）し、32.8℃以下ではオス、33.4℃以上では性比が同率となり、より高温ではメスが多くなる。

## 人間との関係
生息地では卵も含めて食用にされる。伝統的に薬用とされ産後の肥立ち・眼病・皮膚病・長寿に効果があるとされたり、媚薬になると信じられている。
森林伐採や農地開発による生息地の破壊、ダム建設による水位変化の影響（雨季に水位が上昇せず浸水林への移動の阻害・乾季の放水による卵の水没）、生活排水や鉱業廃水による水質汚染、食用や油用の乱獲などにより、生息数は激減している。コロンビアでは法的に保護の対象とされ商業目的の採集や卵や幼体の捕獲も禁止されているが、政情不安により施行は十分ではない。生息地も保護区などに指定されていない。1975年のワシントン条約発効時からナンベイヨコクビガメ属単位でワシントン条約附属書IIに掲載されている。